# Post Malone
Post Malone, właśc. Austin Richard Post (ur. 4 lipca 1995 w Syracuse) – amerykański piosenkarz, raper, producent muzyczny oraz autor tekstów. Po wydaniu w lutym 2015 r. utworu „White Iverson”, który osiągnął ponad milion odtworzeń w serwisie SoundCloud, Malone podpisał kontrakt muzyczny z wytwórnią Republic Records.
Na rok 2020 jego majątek szacowany był na 30 milionów USD.

## Dzieciństwo
Malone urodził się w Syracuse, w stanie Nowy Jork. Kiedy miał 9 lat, przeprowadził się z rodziną do Grapevine w Teksasie. Austin lubił grać w koszykówkę i oglądać sport w telewizji. Jego ojciec był asystentem dyrektora żywności i napojów w Dallas Cowboys, dzięki temu Malone miał dostęp do darmowego jedzenia i biletów na mecze. W roku 2010 próbował dołączyć do zespołu Crown the Empire jako gitarzysta, ale został odrzucony po tym, jak podczas przesłuchania pękła jedna ze strun gitary.
Austin zaczynał swoją naukę jako producent muzyczny w programie FL Studio. Kiedy miał 16 lat zaczął pracować nad swoją pierwszą składanką, co w rezultacie przyniosło mu sławę wśród szkolnych znajomych. Malone twierdzi, że miłość do muzyki zawdzięcza swojemu ojcu który pokazał mu wszystkie rodzaje muzyki włącznie z muzyką country.

## Kariera

### 2015–2017: Początki kariery i albumStoney
Po przeprowadzce do Los Angeles Post, Probst i kilku innych producentów i artystów stworzyło grupę muzyczną BLCKVRD i nagrywali razem muzykę. Kilku członków grupy, w tym Post, przeprowadziło się razem do San Fernando. Mieszkając w Dolinie San Fernando, Austin spotkał się z Down of FKi i Rex Kudo, którzy wyprodukowali kilka utworów Posta, w tym „White Iverson”. Raper nagrał piosenkę dwa dni po jej napisaniu. „White Iverson” jest po części odniesieniem do zawodowego koszykarza Allena Iversona. W lutym 2015 r. został on przesłany na jego konto SoundCloud. 19 lipca 2015 roku Malone wydał teledysk do „White Iverson”. Singiel otrzymał pochwały od innych raperów: Maca Millera i Wiza Khalify. Jednak piosenka była notorycznie wyśmiewana przez rapera Earla Sweatshirta.
Po zdobyciu miliona odsłuchań w ciągu miesiąca od wydania „White Iverson”, Post szybko przyciągnął uwagę wytwórni płytowych. W sierpniu 2015 roku podpisał kontrakt z Republic Records. Następnie współpracował z wieloma wybitnymi raperami, takimi jak 50 Cent, Young Thug i Kanye West. Niedługo później wystąpił na osiemnastych urodzinach Kylie Jenner, gdzie spotkał Kanyego Westa, który pochwalił jego muzykę, co w późniejszym czasie doprowadziło do współpracy z Postem przy jego singlu „Fade” z albumu „Life of Pablo”. Raper później zaczął przyjaźnić się z kanadyjskim piosenkarzem Justinem Bieberem. 20 kwietnia 2016 r. Post zaprezentował swój nowy singiel „Go Flex” w programie Beats 1 Zane’a Lowe’a. 12 maja 2016 r. wydał swój pierwszy mixtape, zatytułowany „August 26”, którego tytuł był nawiązaniem do daty wydania jego debiutanckiego albumu. 9 czerwca 2016 roku zadebiutował on w telewizyjnym programie Jimmy Kimmel Live!!, wykonując „Go Flex”.
W czerwcu 2016 r., Redaktor naczelna XXL, Vanessa Satten, ujawniła, że Post Malone był brany pod uwagę w odniesieniu do okładki magazynu XXL „Newmen Class 2016”, ale powiedział jej, że „w swojej muzyce nie będzie zwracał uwagi na hip hop, będzie bardziej rockowo / popowo / country”. Raper zaprzeczył tym słowom, wyjaśniając, że jego najnowszy mixtape, jak i nadchodzący album, był w stylu hip-hopowym. W sierpniu 2016 r. Post przeprosił za późno wydany album „Stoney”. Był dostępny w przedsprzedaży 4 listopada, a ostatecznie został wydany 9 grudnia. Malone później nazwał album „mediocre”. Singiel „Congratulations” z udziałem Quavo, na liście Billboard Hot 100, znalazł się na ósmym miejscu. Na albumie znalazły się też takie hity jak „I Fall Apart” i „Deja Vu”, z udziałem Justina Biebera, W październiku 2017 r. „Stoney” pokrył się dwukrotną platyną.

### 2017–2019:Beerbongs & Bentleys
W lutym 2017 roku Post opublikował tytuł swojego następnego albumu, „Beerbongs & Bentleys”, który miał zostać wydany w grudniu tego samego roku, ale termin został przesunięty na 2018 rok. We wrześniu Malone wydał pierwszy singiel z albumu „Rockstar” w duecie z innym raperem 21 Savage. Piosenka znalazła się na pierwszym miejscu na liście Billboard Hot 100 i utrzymywała się przez osiem kolejnych tygodni, a na liście Hot Rap Songs przez piętnaście tygodni, co skłoniło magazyn Rolling Stone do nazwania go „jednym z najpopularniejszych muzyków w kraju” w 2017 roku. W listopadzie Malone wydał oficjalny teledysk do utworu „Rockstar” w reżyserii Emila Navy.
20 lutego 2018 roku Malone zaprezentował swoją nową piosenkę z raperem Ty Dolla Sign zatytułowaną „Psycho”. Piosenka ukazała się 23 lutego 2018 r., ogłoszono również wtedy trasę z 21 Savage. Piosenka zadebiutowała na pierwszym miejscu na liście Billboard Hot 100 utrzymując się tylko przez tydzień. 5 kwietnia 2018 roku Malone stwierdził, że „Beerbongs & Bentleys” ukaże się 27 kwietnia 2018 roku. Tego samego dnia miał także premierę utwór „Stay” podczas pokazu Bud Lite Dive Bar w Nashville. Po wydaniu, „Beerbongs i Bentleys”, Post pobił rekord dziennych transmisji strumieniowych na Spotify z 78,7 milionami strumieni na całym świecie. Album został również uznany przez RIAA za platynę po czterech dniach od wydania.
W wywiadzie dla Billboard w maju 2018 r. menedżer rapera ogłosił, że planuje on założyć własną wytwórnię płytową. Post później wygrał nagrodę w kategorii Top Rap Song podczas Billboard Music Awards za piosenkę „Rockstar”. W czerwcu 2018 roku potwierdził, że napisał swój trzeci album.

### 2020-2022:Twelve Carat Toothache
24 kwietnia 2020 roku Malone ogłosił podczas transmisji na żywo, że trwają prace nad nowym albumem. 5 listopada 2021 roku Malone wydał „One Right Now” z The Weeknd jako główny singiel z jego nadchodzącego czwartego albumu studyjnego. 26 stycznia 2022 roku, Malone ujawnił na okładce Billboard, że jego czwarty album studyjny będzie nosił tytuł „Twelve Carat Toothache”. 27 kwietnia 2022 roku Austin ujawnił, że jego nowy album zostanie wydany 3 czerwca 2022 roku. 12 maja 2022 roku Post wydał swój drugi singiel "Cooped Up" z nowego albumu.

### 2023:The Diamond CollectioniAustin
W kwietniu 2023 roku, Austin ogłosił, że pracuje nad nowym albumem. 14 kwietnia Malone wydał „Chemical” jako główny singiel z jego nadchodzącego piątego albumu studyjnego. W dniu 21 kwietnia 2023 roku Malone wydał "The Diamond Collection", dziewięć piosenek zebrane w kompilacji, w tym osiem rekordowych singli z certyfikatem diamentowej płyty RIAA, wraz z nowym singlem "Chemical".
16 maja 2023 roku, Malone ogłosił za pomocą swojego portalu społecznościowego Instagram, że jego nowy album pod tytułem "Austin" zostanie wydany 28 lipca 2023 roku. 19 maja 2023 roku, Post wydał "Mourning" - drugi singiel z nadchodzącego albumu, a następnie 14 lipca, trzeci singiel pod tytułem "Overdrive".

### 2024–obecnie:F-1 Trillion
11 lutego 2024 roku, Malone wykonał „America the Beautiful” na Super Bowl LVIII. 5 lutego, za pośrednictwem kont Taylor Swift w mediach społecznościowych, ujawniono listę utworów z 11. studyjnego albumu Taylor, The Tortured Poets Department, a Malone pojawił się na pierwszym utworze, a zarazem głównym singlu albumu, „Fortnight”. W dniu premiery „Fortnight” ustanowił rekord jednodniowego odtwarzania dowolnego utworu w serwisie Spotify, pobijając rekord wszech czasów, który wcześniej utrzymywał utwór Mariah Carey „All I Want For Christmas Is You” (1994).
29 marca 2024 roku, Malone pojawił się na utworze „Levii's Jeans” z 8. studyjnego albumu Beyoncé, Cowboy Carter. 2 maja 2024 roku Malone ogłosił swój kolejny singiel zatytułowany „I Had Some Help” z udziałem Morgana Wallena, który ukazał się 10 maja. Utwór pobił rekord jednodniowego odtwarzania dla utworu country w serwisie Spotify z prawie 14 milionami streamingów, debiutując na 1. miejscu listy Global Daily na Spotify. Piosenka stała się najlepszym debiutem męskiej kolaboracji wszech czasów. Singiel „I Had Some Help" zadebiutował na 1. miejscu listy Billboard Hot 100 i Billboard Hot Country Songs, utrzymując się na szczycie przez 5 następnych tygodni. Utwór także znalazł się na szczycie globalnego zestawienia Apple Music Global Chart i Top Thumb Hundred Pandory.
13 czerwca 2024 roku, Malone ogłosił utwór „Pour Me a Drink” z udziałem Blake'a Sheltona, który został wydany 21 czerwca.
18 czerwca 2024 roku, Malone ogłosił swój szósty album studyjny, F-1 Trillion, którego premiera zaplanowana jest na 16 sierpnia 2024 roku.

## Styl muzyczny
Jon Caramanica z The New York Times opisał Posta jako „artystę, który opiera linię między śpiewaniem i rapowaniem, a hip-hopem i strasznym electric folk’iem”. Sam Malone nazwał swoją muzykę „bez gatunku”.

## Życie prywatne
Malone ma na swojej ręce tatuaż prezydenta Stanów Zjednoczonych Johna F. Kennedy i jak sam mówi Kennedy był „jedynym prezydentem, który potrafił przeciwstawić się szalonej korupcji, która panuje w dzisiejszych czasach w rządzie”. W grudniu 2016 roku Malone stwierdził, że jeżeli zostałby poproszony o zagranie koncertu na inauguracji Donalda Trumpa, nie odmówiłby.
Post obecnie mieszka w Utah w domu wartym 3 miliony dolarów. O powodach swojej przeprowadzki z LA do Utah opowiada w albumie Hollywood’s Bleeding.
Post ma serię tatuaży. Jego pierwszym tatuażem był Playboy Bunny na lewej ręce. Ma dużo tatuaży na rękach i na palcach. Na palcach ma wytatuowanych swoich ulubionych artystów m.in. Elvisa Presleya. Oprócz tego karabin z owiniętym wokół niego wężem wytatuowany na tricepsie w uznaniu 2. poprawki do Konstytucji Stanów Zjednoczonych, i twarz rapera Lila Peepa na ramieniu.
Malone ma wytatuowany na czole drut kolczasty i wytatuowaną do góry nogami nutę muzyczną, nad prawą brwią wytatuowane słowa „Stay Away”, pod oczami „Always Tired” i miecz Claymore po prawej stronie twarzy.
W maju 2022 roku, Malone ogłosił, że wraz z jego dziewczyną spodziewają się dziecka. W czerwcu tego samego roku, podczas występu w The Howard Stern Show, Austin ujawnił, że on i jego dziewczyna zaręczyli się i powitali już na świecie ich córkę. 

## Dyskografia
Albumy studyjne
- Stoney (2016)
- Beerbongs & Bentleys (2018)
- Hollywood’s Bleeding (2019)
- Twelve Carat Toothache (2022)
- Austin (2023)
- F-1 Trillion (2024)

## Filmografia

### Film
| Rok  | Tytuł                                                    | Rola                            | Uwagi                                                                | Przypisy |
| ---- | -------------------------------------------------------- | ------------------------------- | -------------------------------------------------------------------- | -------- |
| 2018 | Spider-Man Uniwersum (Spider-Man: Into the Spider-Verse) | Brooklyn Bystander (głos)       | Cameo                                                                | [ 66 ]   |
| 2020 | Śledztwo Spensera (Spenser Confidential)                 | Squeeb                          |                                                                      | [ 67 ]   |
| 2021 | Jeden gniewny człowiek (Wrath of Man)                    | Złodziej #6                     |                                                                      | [ 68 ]   |
| 2022 | Runaway                                                  | On sam                          |                                                                      | [ 69 ]   |
| 2023 | Spider-Man: Poprzez multiwersum                          | Przechodzień z Brooklynu (głos) | Nieuwzględnione cameo, nagranie archiwalne z "Into the Spider-Verse" | [ 70 ]   |
| 2023 | Teenage Mutant Ninja Turtles: Mutant Mayhem              | Ray Fillet (głos)               |                                                                      | [ 71 ]   |
| 2024 | This Is Me... Now: A Love Story                          | Leo                             |                                                                      | [ 72 ]   |
| 2024 | Kids Are Growing Up: A Story About a Kid Named Laroi     | On sam                          | Film dokumentalny                                                    | [ 73 ]   |
| 2024 | Road House                                               | Carter Ford                     |                                                                      | [ 74 ]   |
| 2024 | Dear Santa                                               | TBA                             | Post-produkcja                                                       | [ 75 ]   |

### Telewizja
| Rok       | Tytuł                                     | Rola              | Przypisy      |
| --------- | ----------------------------------------- | ----------------- | ------------- |
| 2017–2019 | FishCenter Live                           | On sam            | [ 76 ] [ 77 ] |
| 2018      | Ghost Adventures                          | On sam            | [ 78 ]        |
| 2022      | Saturday Night Live                       | Występ muzyczny   | [ 79 ]        |
| 2023      | Impractical Jokers                        | On sam            | [ 80 ]        |
| 2024      | Tales of the Teenage Mutant Ninja Turtles | Ray Fillet (głos) | [ 81 ]        |